# Julien Mortier
Julien Mortier (Doornik, 20 juli 1997) is een Belgisch wielrenner.

## Carrière
Als stagiair bij WB Veranclassic Aqua Protect in 2017 nam Mortier onder meer deel aan de Ronde van de Limousin en de Druivenkoers Overijse. Een jaar later werd hij prof bij diezelfde ploeg.

## Resultaten in voornaamste wedstrijden
| Jaar | Ronde van Vlaanderen | Luik-Bast.‑Luik | Waalse Pijl |
| ---- | -------------------- | --------------- | ----------- |
| 2018 | opgave               | opgave          | 106e        |
| 2019 |                      |                 | opgave      |

## Ploegen
- 2017 –  Color Code-Arden'Beef
- 2017 –  AGO-Aqua Service
- 2017 –  WB Veranclassic Aqua Protect (stagiair vanaf 28-7)
- 2018 –  WB Aqua Protect Veranclassic
- 2019 –  Wallonie-Bruxelles
- 2020 –  Bingoal-Wallonie Bruxelles

Arimont · Baude · G. De Winter · H. De Winter · Debuy · Goebeert · Loy · Molly · Moniquet · Mortier · Palm · Pestiaux · Petit · Six · Taminiaux · Tasset · Moncassin (stagiair) · Vahtra (stagiair)
De Winter · Delfosse · Dernies · Deruette · Duquennoy · Habeaux · Ista · Jans · Jules · Kirsch · Masson · Naesen · Pardini · Peyskens · Robeet · Spengler · Stassen · Vantomme · Warnier · Mortier (stagiair) · Taminiaux (stagiair)
De Winter · Dehaes · Delfosse · Deruette · Duquennoy · Habeaux · Ista · Jules · Kirsch · Lietaer · Masson · Mortier · Peyskens · Robeet · Six · Spengler · Stassen · Vantomme · Warnier
Dehaes · Ista · Jules · Liepiņš · Lietaer · Molly · Mortier · Nõmmela · Paasschens · Peyskens · Planckaert · Robeet · Six · Spengler (t/m 10 oktober) · Taminiaux · T. Wirtgen · Castrique (stagiair) · Huys (stagiair) · Paquot (stagiair) · L. Wirtgen (stagiair)
Castrique · De Bie · Huys · Ista · Lietaer · Livyns · Molly · Mortier · Nõmmela · Paasschens · Peyskens · Planckaert · Robeet · Six · Suter · Taminiaux · Vallée · Vanendert · L. Wirtgen · T. Wirtgen